# Eduard Friedrich Ludwig von Gemmingen

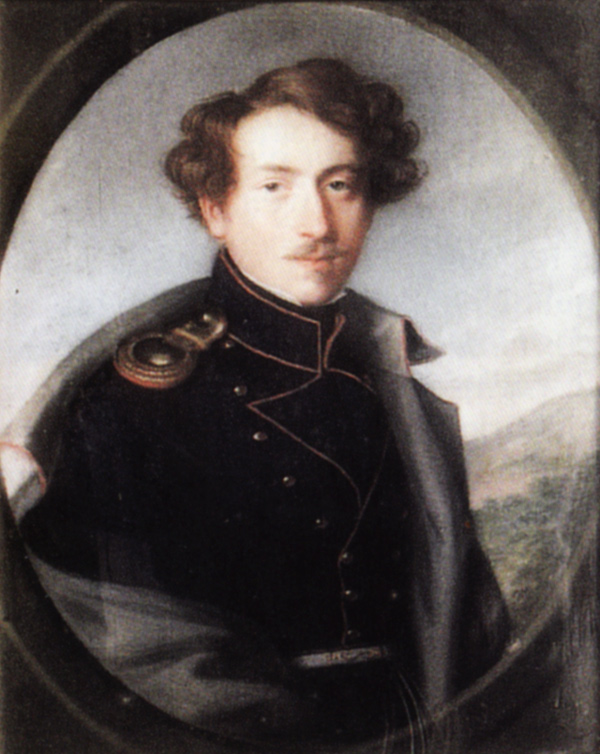
Eduard Friedrich Ludwig von Gemmingen

Eduard Friedrich Ludwig von Gemmingen (* 29. Dezember 1807 in Bonfeld; † 7. Juni 1846 in Lichtental) war großherzoglich-badischer Kammerherr und Schlossherr im Bonfelder Oberschloss. 

## Leben
Er war der jüngste Sohn des Rittergutsbesitzers Karl Philipp von Gemmingen (1771–1831) aus dessen zweiter Ehe mit Eberhardine Christiane von Degenfeld-Neuhaus (1773–1847). Er besuchte die Schulen in Brackenheim und Nürnberg und trat in den württembergischen Militärdienst, wechselte dann jedoch in den badischen Militärdienst über. Er wurde großherzoglich badischer Kammerherr und widmete sich der Bewirtschaftung seiner Güter in Bonfeld. Er verstarb anlässlich eines Kuraufenthaltes in Lichtental und wurde auch dort bestattet. Nach seinem frühen Tod gab sein Bruder Karl Weiprecht Reinhard (1797–1882) seine sachsen-meiningenschen Ämter auf und übernahm die Bewirtschaftung der Güter in Bonfeld.

## Familie
Er heiratete 1834 Luise von Gemmingen-Hornberg (1812–1849), eine Tochter von Sigmund von Gemmingen-Hornberg zu Treschklingen.
Nachkommen:
- Karl Sigmund Raimund (1838–1880) ⚭ Helene von Gemmingen-Hornberg
- Sigmund Gustav Adolf (1839–1918) ⚭ Anna von Edelsheim (1852–1926)
- Adolph Georg Reinhard (1843–1847)
- Karl Friedrich Reinhard (1845–1846)